# Amore estremo - Tough Love
Amore estremo - Tough Love (Gigli) è un film del 2003 diretto da Martin Brest.
Accanto ai due divi Ben Affleck e Jennifer Lopez, all'epoca coppia anche nella vita, sui quali si è sviluppato il marketing del film, nel cast appaiono nomi di attori celebri quali Al Pacino e Christopher Walken.
Il film è noto anche per essere considerato dalla critica uno dei peggiori mai realizzati.

## Trama
Larry Gigli è un inutile tirapiedi della mafia, al quale viene commissionato il rapimento di un malato di mente, fratello di un giudice che indaga sulle attività del boss locale. A Gigli viene affiancata la killer professionista bisessuale Ricky. Durante il corso della vicenda, Ricky e Gigli finiranno per innamorarsi.

## Riconoscimenti
- Razzie Awards 2004
  -  Peggior film
  -  Peggior regista a Martin Brest
  -  Peggior sceneggiatura a Martin Brest
  -  Peggior attore a Ben Affleck
  -  Peggior attrice a Jennifer Lopez
  -  Peggior coppia a Ben Affleck e Jennifer Lopez
  - Candidatura al peggior attore non protagonista a Al Pacino
  - Candidatura al peggior attore non protagonista a Christopher Walken
  - Candidatura alla peggior attrice non protagonista a Lainie Kazan
- Razzie Awards 2005
  -  Peggior film commedia dei nostri primi 25 anni
- Razzie Awards 2010
  - Candidatura al  Peggior film del decennio
- Dallas-Fort Worth Film Critics Association Awards 2004
  - Candidatura al peggior film
- The Stinkers Bad Movie Awards 2003
  - Peggior attore a Ben Affleck
  - Peggior attrice a Jennifer Lopez
  - Peggior coppia a Ben Affleck e Jennifer Lopez
  - Peggior accento falso maschile a Ben Affleck
  - Peggior accento falso femminile a Jennifer Lopez
  - Candidatura al peggior film
  - Candidatura al peggiore senso della regia a Martin Brest
  - Candidatura alla colonna sonora più intrusiva a John Powell
  - Candidatura alla peggior canzone ("Baby Got Back") a Justin Bartha
  - Candidatura al peggior attore non protagonista a Justin Bartha
  - Candidatura alla peggior attrice non protagonista a Lainie Kazan